# The Bar
The Bar was een interactieve reallifesoap die zich afspeelde in een echt café. Het programma werd in het voorjaar van 2002 uitgezonden door Yorin en borduurde voort op de successen van Big Brother en De Bus. The Bar, een format van het Zweedse productiehuis Strix is ook uitgezonden in Argentinië, Denemarken, Estland, Finland, Georgië, Griekenland, Hongarije, Kroatië, Letland, Litouwen, Noorwegen, Polen, Portugal, Slovenië, Zweden en Zwitserland.

## Programma-opzet
The Bar was één horecagelegenheid, gevestigd aan de Meent 106 te Rotterdam met daarin twee bars, gescheiden door een glazen wand. Aan iedere zijde een team van zes personen dat zonder horeca-ervaring een bar moest runnen. Welke bar zou het populairst worden en de hoogste omzet halen? De twaalf barkeepers leefden ook nog eens met elkaar onder een dak. In The Bar draaide het om ondernemerschap, creativiteit, entertainment en uithoudingsvermogen. Het programma kenmerkte zich door een grote mate van toegankelijkheid en interactie. The Bar was elke avond geopend voor het publiek en via internet en televisie werd verslag gedaan van de werkzaamheden en prestaties van een groep beginnende barkeepers. De twaalf deelnemers woonden in één huis en voerden, verdeeld over twee teams van zes, een competitie. Uiteindelijk bleef na elf weken hard werken alleen de beste barkeeper over die € 100.000 won. Camera's in de woonruimtes en 'The Bar' deden verslag van de verrichtingen van de twee teams en via internet waren deze 24 uur per dag te volgen. De presentatie was in handen van de presentator Matthias Scholten. Hij presenteerde de wekelijkse live-show en deed dagelijks verslag van de activiteiten en evenementen.

## Kijkcijfers
The Bar kon de hooggespannen verwachtingen van de makers niet waar maken. Volgens cijfers van de dienst Kijk- en Luisteronderzoek trok het programma de eerste weken gemiddeld 240.000 kijkers per dag. Daarvan keken er 50.000 naar de herhaling. De eerste uitzending op 22 april werd nog bekeken door 380.000 mensen, daarna is dat aantal alleen maar gedaald. In de maand mei liep dat terug naar 150.000. Na dagenlang vergaderen besluit Yorin begin juni om ondanks die cijfers het programma met enige wijzigingen toch voort te zetten.
In tegenstelling tot de tegenvallende kijkcijfers waren de twee bars zelf aanvankelijk wel een succes en trokken een ongekend aantal bezoekers. De exploitant probeerde het concept na afloop van het programma in stand te houden, maar al gauw begonnen de bezoekers weg te blijven. Zonder camera's is er kennelijk geen lol aan.

## Deelnemers
- Camiel Vlasman (winnaar) - was eigenaar van horecagelegenheid "Hyper Hyper" in Rotterdam.
- Debby (ontslagen)
- Delilah
- Gabriella
- Jeroen (tweede)
- Kim
- Marjan
- Martine
- Melissa
- Michel
- Richard
- Stephan
- Stephany van Dijk
- Steven (weggestuurd)